# Handley Page O/10

Wahrscheinlich G-EAAE (ex D8350), eine der vier ersten umgebauten O/400, August oder September 1919

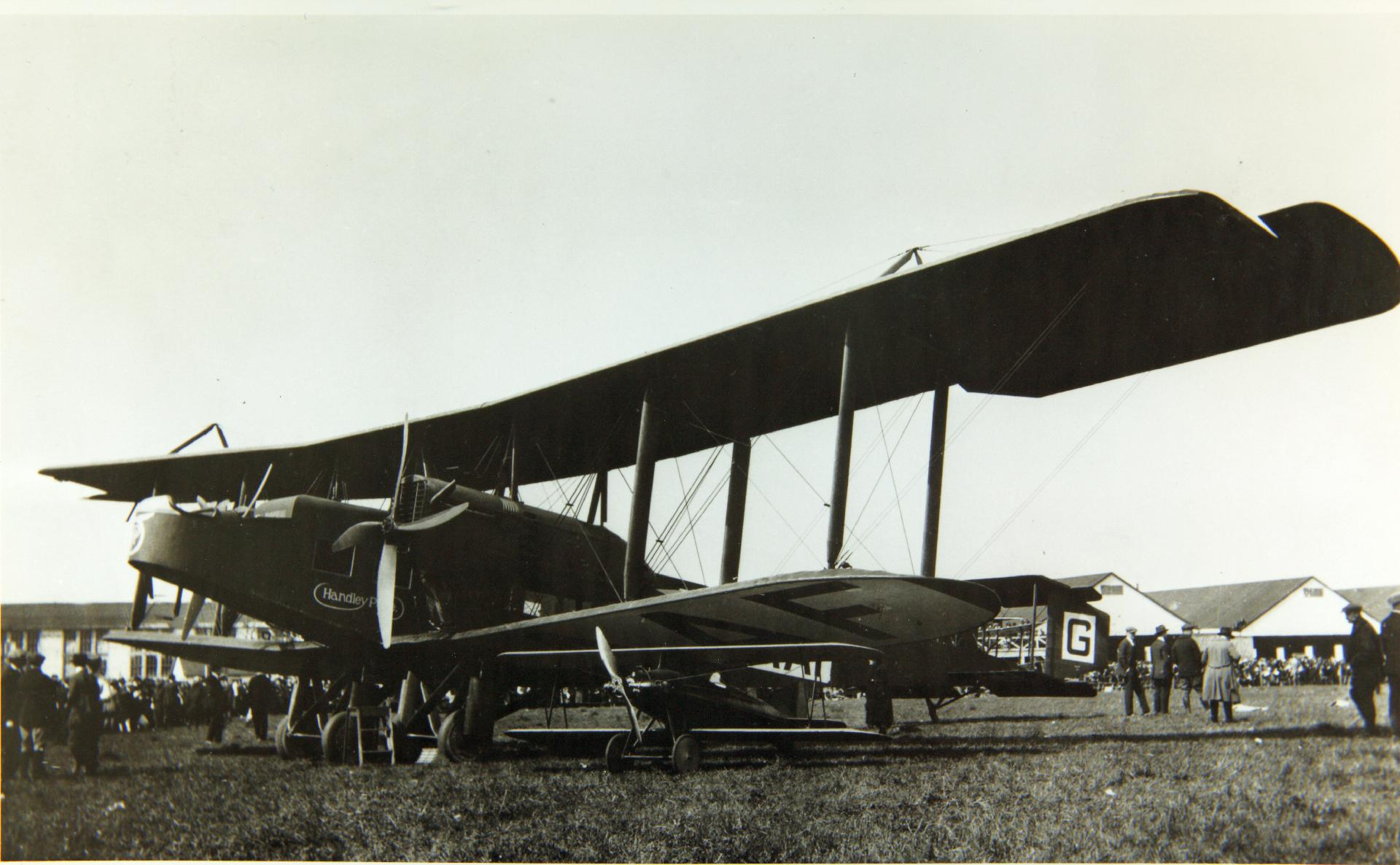
G-EAAF mit O/7 ähnlichem Standard

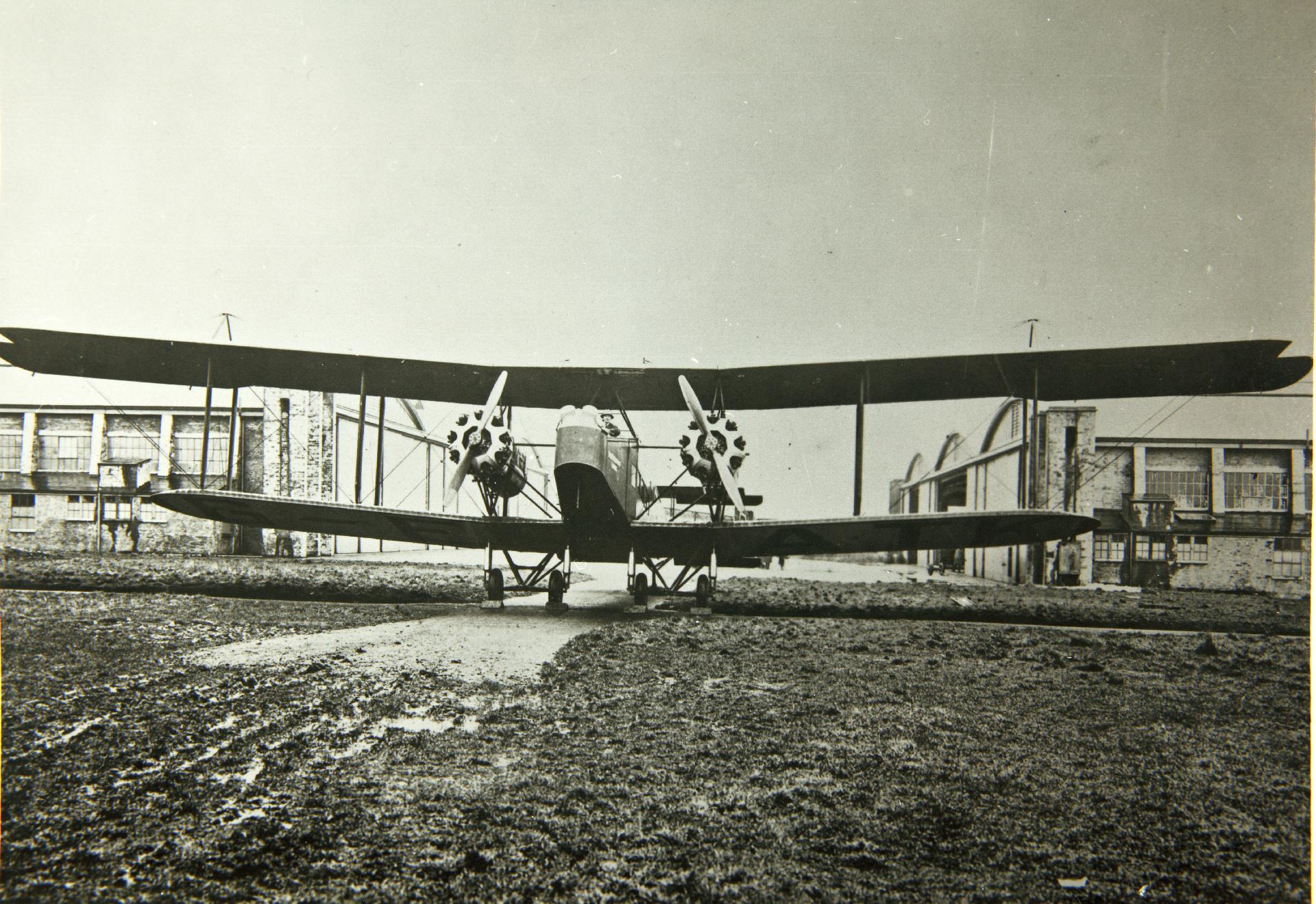
O/10 G-EATK

Die Handley Page O/10 war ein Passagierflugzeug, das nach dem Ende des Ersten Weltkrieges aus überzähligen Bombern vom Typ O/400 entwickelt wurde. Neben den sieben O/10 entstanden die Varianten O/7 (17 Umbauten) und O/11 (6 Umbauten) und etwa 10 umgebaute O/400, die keine besondere Bezeichnung erhielten.

## Geschichte

### VIP-Transporter
Die erste Verwendung als Transporter hatte die O/400 ab dem 13. Dezember 1918 als das No. 86 (Communications) Wing in Hendon aufgestellt wurde, um Kabinettsminister und andere Teilnehmer der Friedenskonferenz in Versailles zu befördern. Dafür wurden acht O/400 abgestellt, von denen zwei oder drei speziell für die Beförderung der hochrangigen Passagiere ausgestattet waren. Diese Flugzeuge führten Namen, denen das Kürzel H.M.A.L. für HM Air Liner, vorangestellt wurde. Die H.M.A.L. Silver Star (RAF-Kennzeichen D8326) hatte sechs um einen runden Tisch angeordnete Sitze. Die H.M.A.L. Great Britain besaß dagegen vier Sitzreihen mit jeweils zwei Sitzen nebeneinander auf der linken Rumpfseite. Wahrscheinlich gab es auch noch eine dritte Maschine mit dem Namen H.M.A.L. Silver Queen. Die Nicht-VIP-Maschinen wurden mit Sitzbänken entlang einer Rumpfseite ausgestattet. Die Silver Star war das erste Flugzeug, das zum einen den ersten nichtmilitärischen Passagier über den Kanal beförderte und außerdem den ersten Kanal-Überflug bei Nacht durchführte.

### Erste Umbauten von Ex-RAF-Flugzeugen
Mit dem Kriegsende begann Frederick Handley Page mit den Planungen für eine Luftfahrtgesellschaft, mit einem Streckennetz, das mindestens bis zum Mittelmeer reichen sollte. Handley Page kaufte hierfür 16 O/400 aus Beständen der RAF zurück, wobei lediglich vier Maschinen vollständig montiert waren. Bei diesen vier baute man als erstes den Bombenschacht für den Transport von Zeitungen um, die dann mit Fallschirmen abgeworfen wurden. Mit dem Einbau von einfachen Sitzen vor und hinter dem Bombenschacht konnten zusätzlich noch sieben Personen transportiert werden. Die RAF-Seriennummern der Original O/400 waren D8350, F5414, F5417 und F5418. Am 1. Mai 1919 erhielten die vier umgebauten O/400 eine neue Musterzulassung und am gleichen Tag begann Handley Page mit ersten Inlandsflügen, die vor allem der Erprobung dienten. Am 12. Mai 1919 verunglückte die F5414 beim Start in der Nähe von Carlisle.

### O/7
Bereits Anfang 1919 hatte Handley Page einen O/400-Rumpf mit 16 Passagiersitzen gezeigt und die Gründung einer eigenen Fluggesellschaft, der Handley Page Transport bekanntgegeben. Diese erfolgte dann später am 14. Juni. Die chinesische Regierung bat Handley Page um Abgabe eines Angebots für ein Flugzeug, das zehn Passagiere und 816 kg Fracht transportieren sollte. Ein Vertrag über sechs Flugzeuge wurde im April 1919 unterzeichnet. Die Maschinen baute HP aus Teilen der 12 nicht fertiggestellten O/400. Diese anfangs O/700, später O/7 genannten Flugzeuge besaßen einige Verbesserungen. So verzichtete man auf den Rumpftank und installierte dafür Treibstoffbehälter hinter den Triebwerksgondeln. Auch wurden die Querstreben des Rumpffachwerks durch diagonale Rohrstreben ersetzt. Hierdurch konnte eine größere Bewegungsfreiheit für die auf zehn Korbsesseln untergebrachten Passagiere erreicht werden, wozu auch die vergrößerte Höhe des vorderen Rumpfteils beitrug. Die Einstiegstür befand sich auf der linken Seite im hinteren Kabinenteil. Ein bis zwei Personen konnten zusätzlich im offenen Rumpfbug transportiert werden.
Die erste O/7 flog am 5. Juli 1919 und erhielt neben dem Luftfahrzeugkennzeichen G-EAGN auch die werkseigene Umbaunummer (Conversion Number) HP-1. Die Umbaunummern liefen von HP-1 bis HP-43. Die HP-1 wurde am 25. August 1919 nach China verschifft. Die restlichen chinesischen Maschinen erhielten die Nummern HP-2 bis HP-6. Eine der O/7 eröffnete am 7. Mai 1920 eine Luftpostroute von Peking nach Tientsin, die 1927 wegen des Bürgerkrieges wieder eingestellt werden musste. Die O/7 wurden konfisziert und nach Nanyuan und Mukden verbracht.
Handley Page baute aus den Resten der verunfallten F5414 und neuen Komponenten im Juli 1919 eine weitere O/7, während die anderen drei O/400 für den reinen Passagiertransport umgebaut wurden. Im Unterschied zur O/7 behielt man dabei die Rumpftanks und richtete hinter den Tanks einen sechssitzigen Kabinenteil und zwei Sitze vor den Tanks ein. Die erste auf diesen Standard umgerüstete Maschine war die F5417, die am 21. August 1919 einen Abnahmeflug nach Brüssel und Amsterdam durchführte. Vor Aufnahme der regelmäßigen Kanalflüge erhielten die vier ersten Flugzeuge zivile Kennzeichen und HP-Umbaunummern: G-EAAE (HP-16, ex D8350), G-EAAF (HP-13, ex F5414), G-EAAG (HP-18, ex F5418) und G-EAAW (HP-14, ex F5417). Der Flugdienst der Handley Page Transport begann am 2. September 1919 mit einem Flug von Cricklewood nach Le Bourget, mit einem Zwischenstopp für die Zollabwicklung in Hounslow. Ab dem 23. September 1919 wurde die Strecke London-Brüssel von HPT dreimal pro Woche bedient. Von Juli bis September 1920 flog man auch die Strecke London-Amsterdam.
Ende 1919 kaufte Handley Page zwölf weitere O/400 aus RAF-Beständen. Sieben davon brachte man auf den gleichen Standard wie die originale F5417 (Fracht+Passagiertransport). Dies waren die Umbaunummern HP-19 bis 21, 23, 24 bis 26. Bei HP-27 wurde lediglich die Bewaffnung entfernt und für einen geplanten Kapstadt-Flug stärkere Triebwerke eingebaut. Andere Maschinen aus diesem Kauflos gingen nach Polen (HP-28), Schweden (HP-22), Brasilien und Argentinien.
Die sechs restlichen, nur als Bauteile vorhandenen Maschinen aus dem ursprünglichen Kauflos von 16 Flugzeugen, wurden nach dem O/7-Standard fertiggestellt und gingen zu HPT-Tochtergesellschaften in Indien und Südafrika (HP-7 bis HP-12). HP-11 wurde wahrscheinlich vom Thakur Sahib in Morvi benutzt.

### O/10 und O/11
Im März 1920 kaufte Handley Page für eine Million Pfund den gesamten noch vorhandenen O/400-Bestand des Aircraft Disposal Board, das für die Verwertung überzähliger RAF-Flugzeuge zuständig war und wählte hieraus 13 weitere Flugzeuge für die Verwendung bei der Handley Page Transport. Die ersten sechs wurden als O/11 bezeichnet und transportierten vor allem Fracht und Luftpost. Es gab jedoch im hinteren Rumpfteil auch eine Kabine für drei Passagiere, während zwei weitere Personen im offenen Bugabteil befördert werden konnten. Die Umbaunummern waren HP-30 bis HP-32 und HP-34 bis HP-36. Die anderen sieben Flugzeuge erhielten unter der Bezeichnung O/10 eine durchgehende Passagierkabine für zehn Passagiere, wobei der vordere Rumpfteil jedoch nicht wie der O/7 eine größere Höhe hatte (HP-37 bis HP-43).
Eine O/11 (G-EASX, HP-34) wurde auf den O/7-Standard gebracht und nach Indien verbracht, wo sie unter dem Kennzeichen G-IAAC vom Thakur Sahib Morvi als Ersatz für die verunglückte HP-11 verwendet wurde. Sie wurde wegen ihres auffallenden Anstrichs als The Pink Elephant bekannt.
Bis Ende 1920 waren alle O/400 und O/7 von HPT außer Dienst gestellt worden. Die O/11 wurden im April 1921 ausgemustert. Von den sieben O/10 gingen zwei bei Unglücken in Frankreich verloren (G-EATM und G-EATN). Die letzte verbliebene O/10 war G-EATH, die noch bis etwa Ende 1923 eingesetzt wurde.
Die O/10 G-EATN soll auch als Testflugzeug für einen frühen Autopiloten, den „Aveline-Stabilisator“ gedient haben.

### W.4 und W.8
Es existierten noch weitere drei Umbauten mit HP-Nummern, die oben nicht aufgeführt sind. Die O/400 mit dem RAF-Kennzeichen C9713 erhielt die Umbaunummer HP-15 und wurde mehrfach umgebaut, bevor sie schließlich zur W.4 oder W/400 und nach weiteren Umbauten zum Prototyp der Handley Page W.8 wurde. Die C9704 erhielt die Nummer HP-17 und wurde nach kurzem Einsatz in Spanien, als Ersatzteilspender in England verwendet. HP-33 ex D5444 (G-EASO) erhielt den Daily-Express-Preis für den ersten Flug nach Indien und zurück.